# کولم ام تسیربیتس

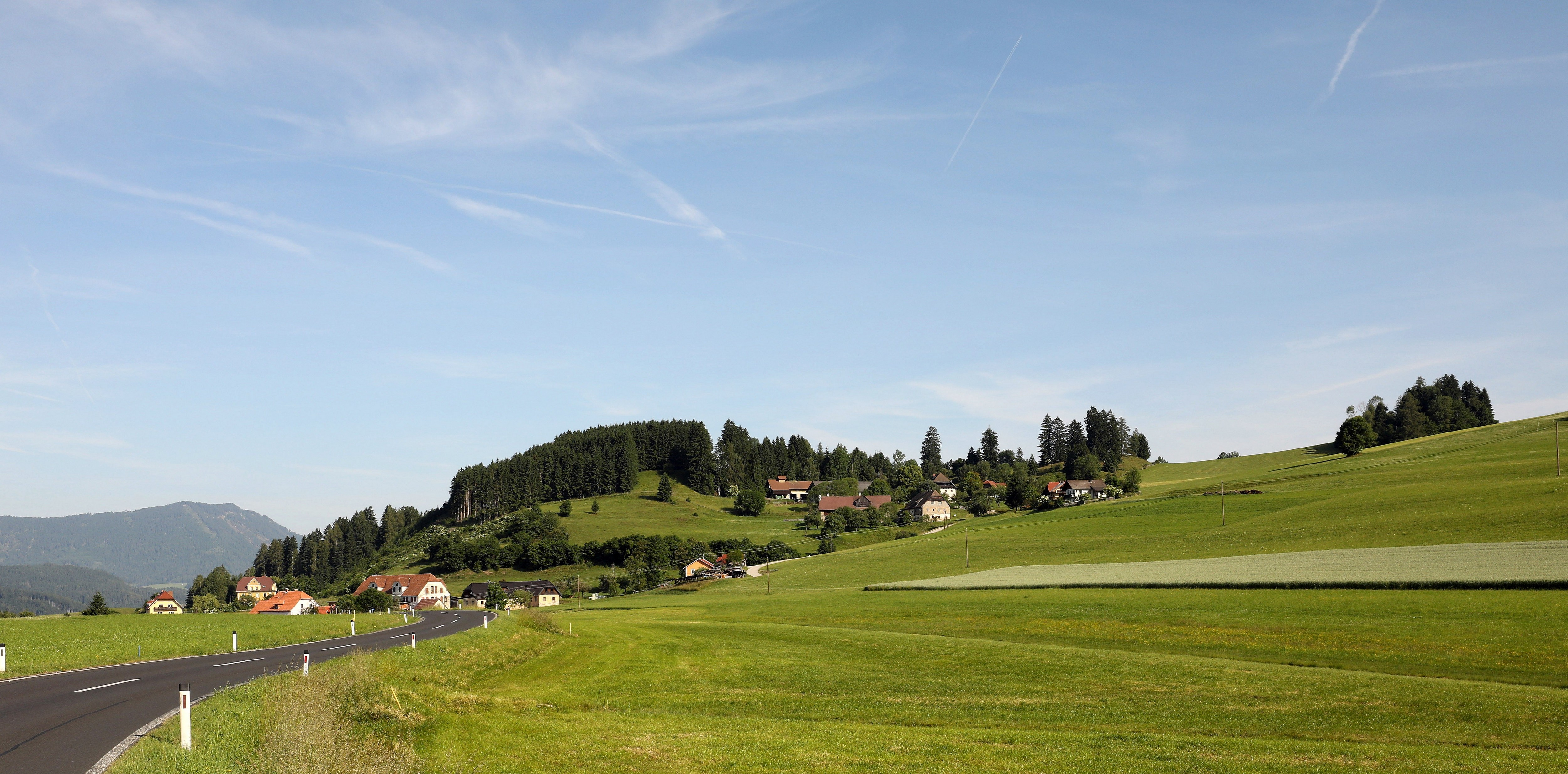

کولم ام تسیربیتس (به آلمانی: Kulm am Zirbitz) یک منطقهٔ مسکونی در اتریش است که در مورو واقع شده‌است. کولم ام تسیربیتس ۱۸٫۹۵ کیلومتر مربع مساحت دارد ۱٬۱۴۹ متر بالاتر از سطح دریا واقع شده‌است.